# Бакау
Бакау (рум. Bacău, мађ. Bákó) град је у Румунији. Налази се у средишњем делу земље, у историјској покрајини Молдавија. Бакау је управно средиште истоименог округа Бакау.
Бакау се простире се на 41 km² и према последњем попису из 2002. године у граду је живело 178.203 становника.
Удаљен је 302 km од Букурешта и 400 km од луке Констанца.

## Географија
Град Бакау налази се у западном делу историјске покрајине Молдавије. Град је смештен на ушћу реке Бистрице у реку Сирет, најначајнију у западној Молдавији, што ово место чини саобраћајним чвориштем и што је било кључно за његово насељавање.

## Становништво
У односу на попис из 2002, број становника на попису из 2011. се смањио.
| 1966.  | 1977.   | 1992.   | 2002.   | 2011.   |
| ------ | ------- | ------- | ------- | ------- |
| 73.414 | 127.299 | 205.029 | 175.500 | 144.307 |

Матични Румуни чине већину градског становништва Бакауа, а од мањина присутни су Чанго Мађари и Роми. Некада је у граду живела и заједница Јевреја.

## Партнерски градови
- Буркина Фасо
- Mandaue
- Блаж
- Петах Тиква
- Торино